# 阿里·馬爾丹汗
阿里·馬爾丹汗（卒於1657年4月2日），是一名庫德人出身的軍事領袖與行政官員，其父為甘吉·阿里汗。阿里·馬爾丹汗曾於薩法維帝國的君主阿拔斯一世以及薩非麾下任職。1638年，阿里·馬爾丹汗在將薩法維帝國最東部的領土坎大哈城獻給蒙兀兒帝國後，轉而投效蒙兀兒帝國的統治者沙賈汗，他在蒙兀兒帝國政府中的表現出色，備受沙賈汗寵信，獲賜眾埃米爾之埃米爾的稱號。

## 外部連結
- Daily Times: Driving through history